# 荒木又右衛門 決闘鍵屋の辻
『荒木又右衛門 決闘鍵屋の辻』（あらきまたえもん けっとうかぎやのつじ）は、1952年に公開された森一生監督の日本映画。

## スタッフ
- 監督 - 森一生[1]
- 脚本 - 黒澤明[1]
- 製作 - 本木荘二郎[2]
- 撮影 - 山崎一雄[1]
- 美術 - 松山崇[1]
- 音楽 - 西梧郎[1]
- 録音 - 宮崎正信[3]
- 照明 - 岸田九一郎[3]

## キャスト
- 三船敏郎 - 荒木又右衛門[1]
- 片山明彦 - 渡邊数馬[1]
- 小川虎之助 - 川合武右衛門[1]
- 加東大介 - 森孫右衛門（六助）[1]
- 高堂国典 - 鍵屋三右衛門[1]
- 杉寛 - 萬屋喜右衛門[1]
- 志村喬 - 河合甚左衛門[1]
- 千秋実 - 河合又五郎[1]
- 浜田百合子 - 荒木の妻みね[1]
- 左卜全 - 六助の父[1]
- 徳大寺伸 - 櫻井半兵衛[1]
- 山田禅二 - 虎屋[1]
- 広瀬嘉子 - 虎屋の女房[1]
- 津山路子 - 鍵屋の小女[1]
- 坂内永三郎[3]
- 金子信雄[3]
- 片桐恒男[3]
- 村上冬樹[3]
- 堺左千夫[3]
- 増渕一夫[3]
- 鴨田清[3]
- 勝本圭一郎[3]
- 安雙三枝[3]
- 登山晴子[3]

## 受賞歴
- 1952年　第7回毎日映画コンクール　俳優部門 男優助演賞：加東大介 『おかあさん』、『荒木又右衛門 決闘鍵屋の辻』[4]
- 1952年　第3回ブルーリボン賞　助演男優賞：加東大介『荒木又右衛門 決闘鍵屋の辻』、『おかあさん』 [5]